# Cicle lisogènic

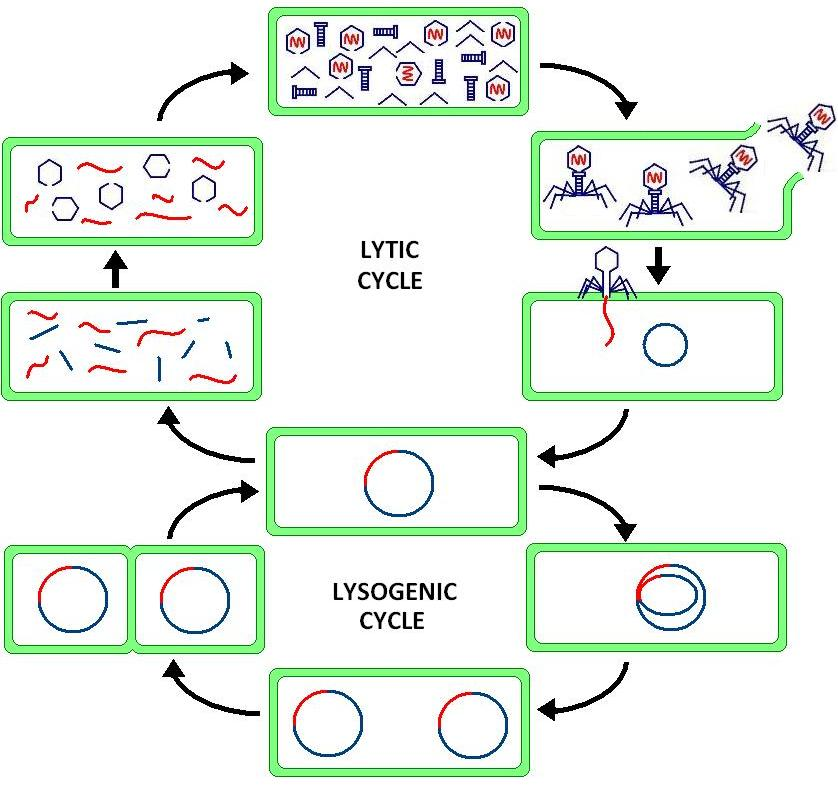
Cicle lisogènic comparat amb el cicle lític

Lisogènia, o el cicle lisogènic, és un dels dos mètodes de reproducció del virus (l'altra mètode és el cicle lític). La lisogènia es caracteritza per la integració de l'àcid nucleic del bacteriòfag dins del genoma del bacteri hoste o la formació d'un replicon (una regió d'ADN o ARN que es replica) circular en el citoplasma del bacteri. En aquesta condició el bacteri continua vivint i reproduint-se normalment. El material genètic del bacteriòfag, anomenat un profag, es pot transmetre a les cèl·lules filles de cada divisió cel·lular successiva i un esdeveniment posterior (com la radiació ultraviolada o la presència de certs productes químics) pot alliberar-la, causant la proliferació de nous fags a través del cicle lític. Els cicles lisogènics es poden donar també en eucariotes malgrat que el sistema d'incorporació de l'ADN no està completament dilucidat.

## Prevenció de la conversió lisogènica
S'han proposat diverses estratègies per a combatre certes infeccions bacterianes mitjançant el bloqueig de la inducció del profag (la transició entre el cicle lisogènic i el cicle lític) per eliminació in vivo dels agents inductors. Per exemple usant peròxid d'hidrogen que causa dany en l'ADN dels bacteris.